# Sergio Peña
Sergio Fernando Peña Flores (Lima, 28 september 1995) is een Peruviaans voetballer die als middenvelder voor Malmö FF speelt. Hij kwam in augustus 2021 over van FC Emmen.

## Carrière

### Jeugd
Sergio Peña speelde in de jeugd van Alianza Lima, waar hij van 2012 tot 2013 in het eerste elftal speelde. Hij maakte zijn debuut voor de club op 18 februari 2012, op zestienjarige leeftijd. Het seizoen erop was hij basisspeler.

### Granada
In 2014 vertrok hij naar het Spaanse Granada CF, waar hij van 2014 tot 2017 met het tweede elftal, Recr. Granada, in de Segunda División B speelde. In 2015 werd hij een half jaar verhuurd aan zijn oude club Alianza Lima, en in 2016 aan competitiegenoot Universidad San Martín de Porres. In 2017 maakte hij de overstap naar het eerste elftal van Granada CF, waarmee hij een seizoen in de Segunda División A speelde. In het seizoen 2018/19 werd hij verhuurd aan het Portugese CD Tondela.

### FC Emmen
In 2019 vertrok Peña naar FC Emmen. Op 24 augustus 2019 maakte hij zijn debuut voor de club, in de met 2-1 verloren wedstrijd tegen Willem II. Drie wedstrijden later, in het 3-3 gelijkspel met Feyenoord, maakte hij zijn eerste doelpunt. Uiteindelijk kwam hij dat seizoen, dat door corona na 26 wedstrijden werd stilgelegd, tot vier goals en drie assists. Bovendien werd hij door Voetbal International uitgeroepen tot Speler van het Jaar.
Het tweede seizoen erop begon FC Emmen dramatisch. Na 22 speelrondes had FC Emmen slechts zes punten behaald en stond de teller voor Peña nog op nul goalcontributies. Daarna begon Emmen aan een vergeefse eindsprint, waarin het 21 punten pakte in twaalf wedstrijden. In de halve finales van de play-offs om promotie/degradatie werd Emmen uitgeschakeld door NAC Breda, waardoor het degradeerde naar de Eerste Divisie. Na zijn deelname aan de Copa América 2021 maakte Emmen het afscheid van Peña bekend. Peña kwam tot 60 wedstrijden voor de Drentse club, waarin hij elf keer scoorde en zes assists gaf.

### Malmö FF
Op 4 augustus 2021 werd bekend dat Malmö FF 1 miljoen euro betaalde om Peña over te nemen van FC Emmen. Hij tekende in Zweden een contract tot de winter van 2024.

### Statistieken
| Seizoen                        | Club                        | Land           | Competitie         | Competitie | Competitie | Beker | Beker | Overig | Overig | Totaal | Totaal |
| Seizoen                        | Club                        | Land           | Competitie         | Wed.       | Dlp.       | Wed.  | Dlp.  | Wed.   | Dlp.   | Wed.   | Dlp.   |
| ------------------------------ | --------------------------- | -------------- | ------------------ | ---------- | ---------- | ----- | ----- | ------ | ------ | ------ | ------ |
| 2011/12                        | Alianza Lima                | Peru           | Primera División   | 1          | 0          | –     | –     | –      | –      | 1      | 0      |
| 2012/13                        | Alianza Lima                | Peru           | Primera División   | 21         | 0          | –     | –     | –      | –      | 21     | 0      |
| 2013/14                        | Granada CF                  | Spanje         | Segunda División B | 8          | 0          | –     | –     | –      | –      | 8      | 0      |
| 2014/15                        | Granada CF                  | Spanje         | Segunda División B | 14         | 1          | –     | –     | –      | –      | 14     | 1      |
| 2014/15                        | → Alianza Lima              | Peru           | Primera División   | 8          | 0          | –     | –     | –      | –      | 8      | 0      |
| 2015/16                        | → Uni. San Martín de Porres | Peru           | Primera División   | 27         | 3          | –     | –     | –      | –      | 27     | 3      |
| 2016/17                        | Granada CF                  | Spanje         | Segunda B          | 16         | 4          | –     | –     | –      | –      | 16     | 4      |
| 2017/18                        | Granada CF                  | Spanje         | Segunda A          | 19         | 1          | 0     | 0     | –      | –      | 19     | 1      |
| 2018/19                        | → CD Tondela                | Portugal       | Primeira Liga      | 32         | 1          | 3     | 0     | 3      | 0      | 38     | 1      |
| 2019/20                        | FC Emmen                    | Nederland      | Eredivisie         | 23         | 4          | 1     | 0     | –      | –      | 24     | 4      |
| 2020/21                        | FC Emmen                    | Nederland      | Eredivisie         | 32         | 6          | 3     | 1     | 1      | 0      | 36     | 7      |
| 2020/21                        | Malmö FF                    | Zweden         | Allsvenskan        | 9          | 0          | 0     | 0     | 0      | 0      | 9      | 0      |
| 2021/22                        | Malmö FF                    | Zweden         | Allsvenskan        | 19         | 1          | 6     | 0     | 5      | 0      | 30     | 1      |
| 2022/23                        | Malmö FF                    | Zweden         | Allsvenskan        | 18         | 0          | 3     | 0     | 11     | 0      | 32     | 0      |
| Carrièretotaal                 | Carrièretotaal              | Carrièretotaal | Carrièretotaal     | 247        | 21         | 16    | 1     | 20     | 0      | 283    | 22     |
| Bijgewerkt op 13 augustus 2023 |                             |                |                    |            |            |       |       |        |        |        |        |

### Interlandcarrière
Sergio Peña debuteerde op 24 maart 2017 voor het Peruviaans voetbalelftal, in de met 2-2 gelijkgespeelde WK-kwalificatiewedstrijd tegen Venezuela. Met Peru wist Peña zich te kwalificeren voor het Wereldkampioenschap voetbal 2018. Hoewel hij geselecteerd werd voor de voorselectie voor het WK, werd hij niet geselecteerd voor de definitieve selectie. Hij maakte deel uit van de selectie voor de Copa América 2021, waarin Peña alle wedstrijden speelde en vierde werd met Peru.
| Interlands van Sergio Peña voor Peru | Interlands van Sergio Peña voor Peru | Interlands van Sergio Peña voor Peru | Interlands van Sergio Peña voor Peru | Interlands van Sergio Peña voor Peru | Interlands van Sergio Peña voor Peru |
| №                                    | Datum                                | Wedstrijd                            | Uitslag                              | Soort wedstrijd                      | Doelpunten                           |
| Als speler bij Granada CF            | Als speler bij Granada CF            | Als speler bij Granada CF            | Als speler bij Granada CF            | Als speler bij Granada CF            | Als speler bij Granada CF            |
| ------------------------------------ | ------------------------------------ | ------------------------------------ | ------------------------------------ | ------------------------------------ | ------------------------------------ |
| 1.                                   | 24 maart 2017                        | Venezuela – Peru                     | 2 – 2                                | WK Kwalificatie 2018                 | 0                                    |
| 7.                                   | 8 juni 2017                          | Peru – Paraguay                      | 1 – 0                                | Vriendschappelijk                    | 0                                    |
| 2.                                   | 1 september 2017                     | Peru – Bolivia                       | 2 – 1                                | WK Kwalificatie 2018                 | 0                                    |
| 3.                                   | 6 oktober 2017                       | Argentinië – Peru                    | 0 – 0                                | WK Kwalificatie 2018                 | 0                                    |
| 4.                                   | 24 maart 2018                        | Peru – Kroatië                       | 2 – 0                                | Vriendschappelijk                    | 0                                    |
| 5.                                   | 3 juni 2018                          | Saoedi-Arabië – Peru                 | 0 – 3                                | Vriendschappelijk                    | 0                                    |
| Als speler bij CD Tondela            |                                      |                                      |                                      |                                      |                                      |
| 6.                                   | 6 september 2018                     | Nederland – Peru                     | 2 – 1                                | Vriendschappelijk                    | 0                                    |
| 8.                                   | 9 september 2018                     | Duitsland – Peru                     | 2 – 1                                | Vriendschappelijk                    | 0                                    |
| 9.                                   | 17 oktober 2018                      | Verenigde Staten – Peru              | 1 – 1                                | Vriendschappelijk                    | 0                                    |
| Als speler bij FC Emmen              |                                      |                                      |                                      |                                      |                                      |
| 10.                                  | 9 oktober 2019                       | Paraguay – Peru                      | 2 – 2                                | WK Kwalificatie 2022                 | 0                                    |
| 11.                                  | 8 juni 2021                          | Ecuador – Peru                       | 1 – 2                                | WK Kwalificatie 2022                 | 0                                    |
| 12.                                  | 18 juni 2021                         | Brazilië – Peru                      | 4 – 0                                | Copa América                         | 0                                    |
| 13.                                  | 21 juni 2021                         | Colombia – Peru                      | 1 – 2                                | Copa América                         | 1                                    |
| 14.                                  | 23 juni 2021                         | Ecuador – Peru                       | 2 – 2                                | Copa América                         | 0                                    |
| 15.                                  | 27 juni 2021                         | Venezuela – Peru                     | 0 – 1                                | Copa América                         | 0                                    |
| 16.                                  | 2 juli 2021                          | Paraguay – Peru                      | 3 – 3 (6 - 7 n.s.)                   | Copa América                         | 0                                    |
| 17.                                  | 6 juli 2021                          | Brazilië – Peru                      | 1 - 0                                | Copa América                         | 0                                    |
| 18.                                  | 10 juli 2021                         | Colombia – Peru                      | 3 - 2                                | Copa América                         | 0                                    |
| Als speler bij Malmö FF              |                                      |                                      |                                      |                                      |                                      |